# Рольдано Сімеоні
Рольдано Сімеоні (італ. Roldano Simeoni, 21 грудня 1948) — італійський плавець і ватерполіст.
Срібний призер Олімпійських Ігор 1976 року, учасник 1972, 1980 років.
Чемпіон світу з водних видів спорту 1978 року, бронзовий призер 1975 року.
Бронзовий призер Чемпіонату Європи з водного поло 1977 року.